# Santuario di Santa Augusta
Il santuario di Santa Augusta è un luogo sacro di Serravalle di Vittorio Veneto, posto alle pendici del monte Marcantone, l'altura a nord est del centro storico. Vi si custodiscono le spoglie di Santa Augusta.

## Storia

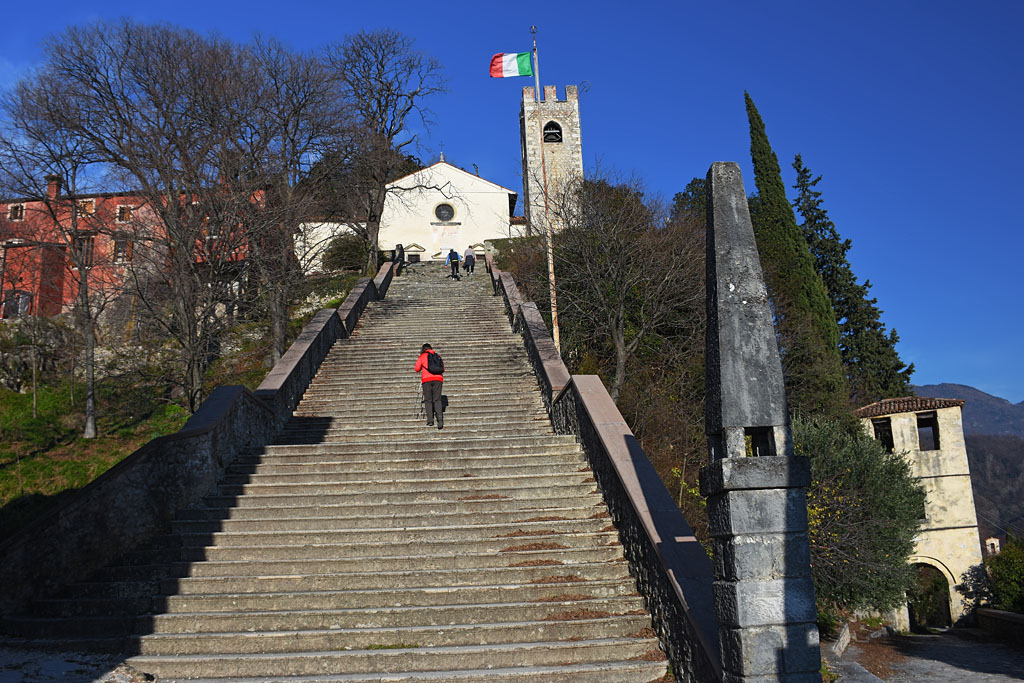
Santa Augusta

Il santuario di Santa Augusta sorge in luogo del martirio della santa di Serravalle, di cui è patrona e intorno alla quale nacque un culto ancora oggi attivo.

## Descrizione

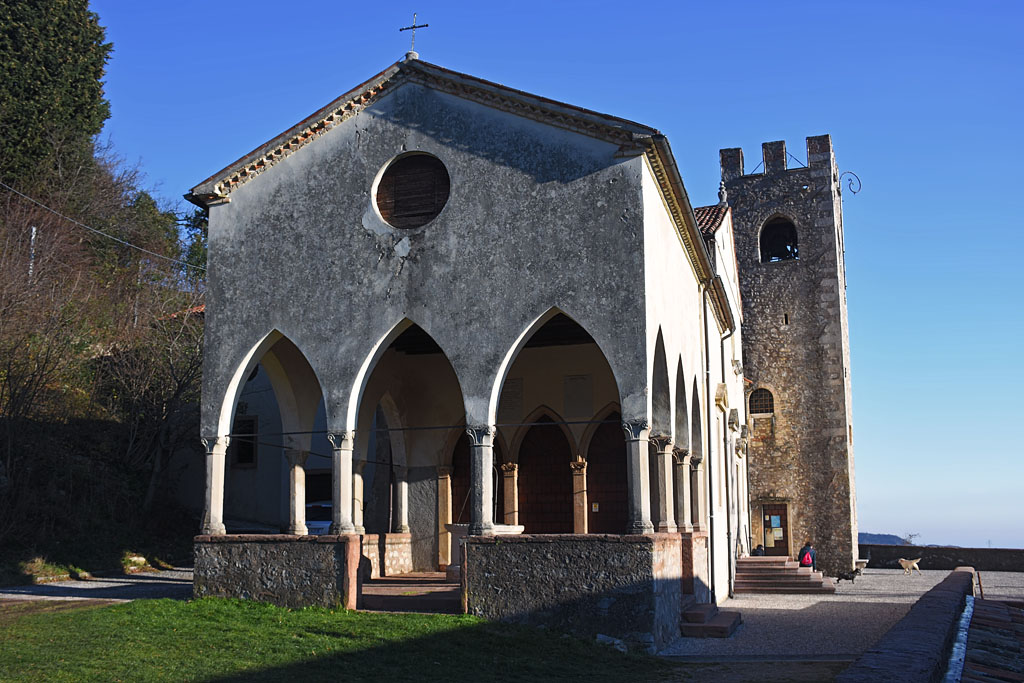
Santa Augusta

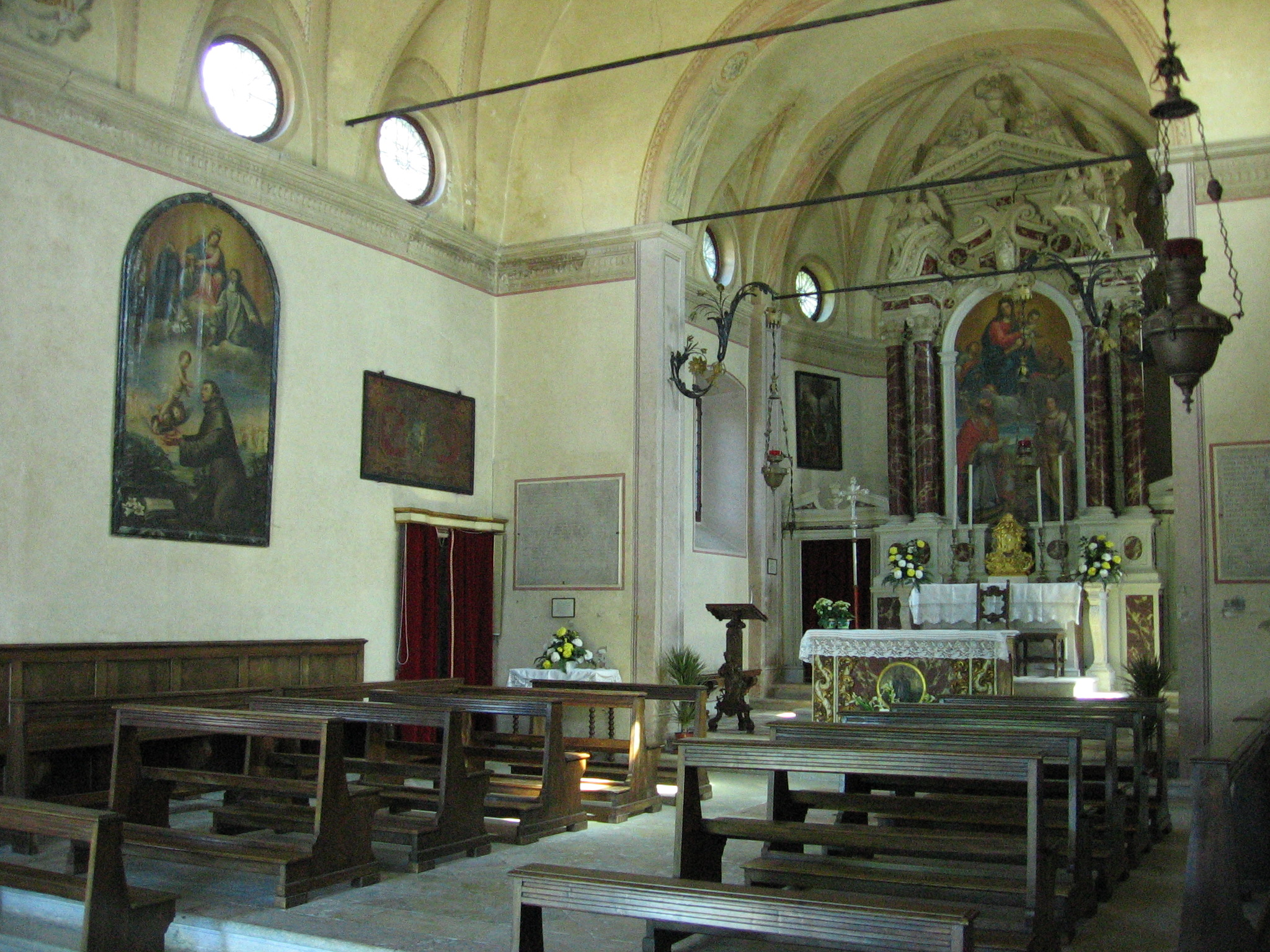
Interno del santuario

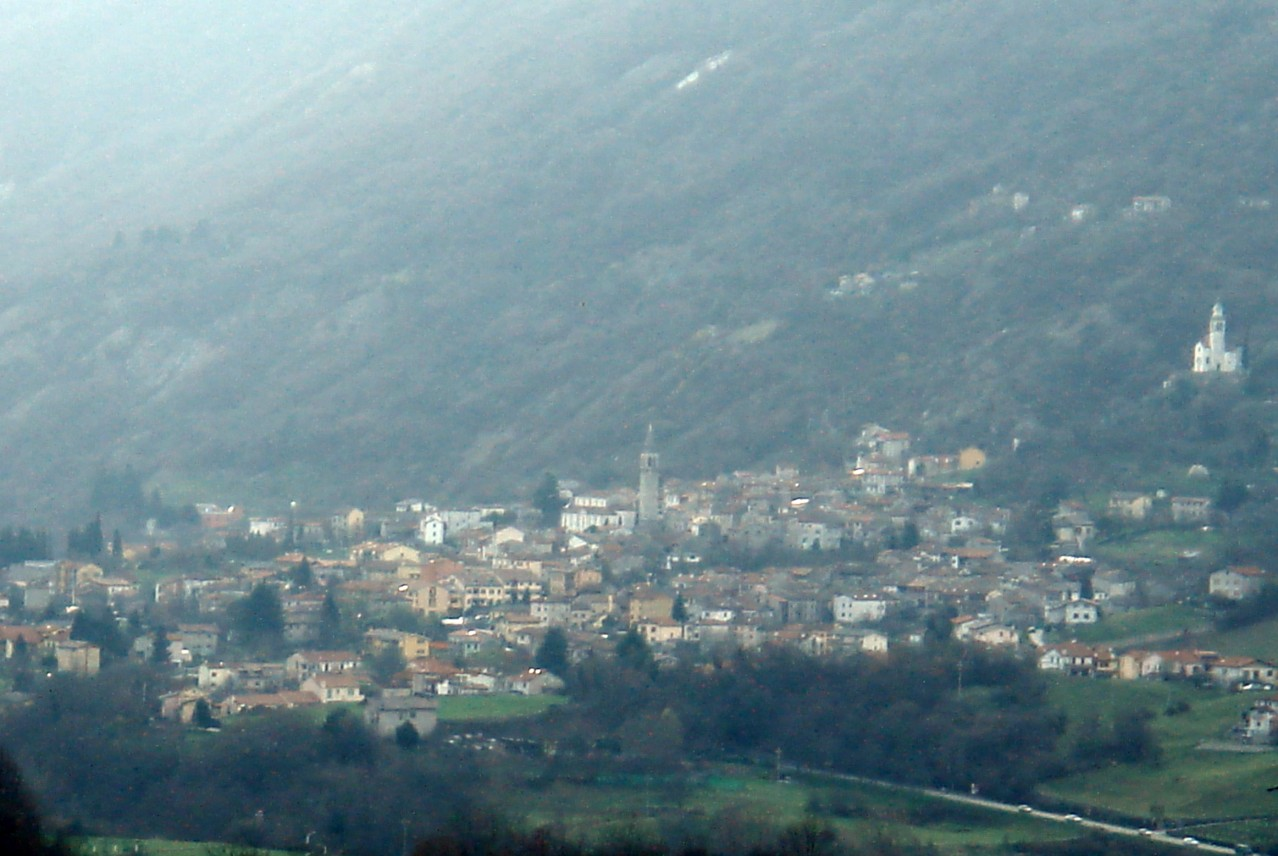
Panorama dal santuario verso Revine

Il santuario si presenta arroccato, con una lunga scalinata che consente il raggiungimento della chiesa; la semplice facciata a capanna mostra quattro aperture: il portale timpanato, due monofore rettangolari ai suoi lati e un oculo.
Sul lato sinistro si allunga una loggia aperta da arcate a sesto acuto, al centro della quale ha luogo un pozzo.
Sul lato destro, adiacente, sorge la torre campanaria merlata.
Dal terrazzamento roccioso e lapideo sul quale sorge il complesso si gode di un ampio panorama su Vittorio Veneto, sui rilievi morenici della pedemontana e sull'intera pianura veneto-friulana, fino alla laguna di Venezia.
All'interno della chiesa sono conservati, in condizioni non più buone, degli affreschi con santi e i simboli degli evangelisti, opera di Giovanni Antonio da Meschio, artista quattrocentesco locale.